# サイーダ・ギャレット
サイーダ・ギャレット（Siedah Garrett、1960年6月24日 - ）は、アメリカ合衆国カリフォルニア生まれの女性歌手、シンガーソングライターである。

## 概要
クインシー・ジョーンズの秘蔵っ子であり、1980年代前半にはプラッシュというグループに所属。マイケル・ジャクソンが1987年のアルバム『バッド』からの先行シングル「キャント・ストップ・ラヴィング・ユー」のデュエット相手としてバーブラ・ストライサンド、ホイットニー・ヒューストン、アレサ・フランクリン、アグネッタ・フォルツコグ（元ABBA）に依頼したが次々に断られ、サイーダと組むことになった。またサイーダは「マン・イン・ザ・ミラー」でもジャクソンと共演している。
その後、クインシー・ジョーンズのレコード会社であるクウェスト・レコードからソロ・デビューするも成功せず、主に裏方としてキャリアを重ねることになった。1989年リリースのクインシー・ジョーンズのアルバム『バック・オン・ザ・ブロック』にリードボーカル、バックボーカル、作曲等で参加。同作品は第33回グラミー賞の最優秀アルバム賞等を受賞した。
1992年から1993年までは、マイケル・ジャクソンの「デンジャラス・ワールド・ツアー」に、唯一人の女性ボーカリストとして参加した。
1990年代後半にはイギリスのアシッド・ジャズ系バンドであるブラン・ニュー・ヘヴィーズにボーカルとして加入し、いくつかのシングルヒットを飛ばした。しかし、アルバムとしては『シェルター』1枚きりでバンドを脱退している。
マドンナの『トゥルー・ブルー』（1986年）などでもバックコーラスを担当している他、2004年のワールドツアーに参加。その模様が、ライブ・ドキュメンタリー作品『アイム・ゴーイング・トゥ・テル・ユー・ア・シークレット』に収められている。
2006年公開の映画『ドリームガールズ』でジェニファー・ハドソンが歌った楽曲「Love You I Do」の作曲者の1人として、2008年の第50回グラミー賞の「Best Song Written for a Motion Picture, Television or Other Visual Media」を受賞した。アカデミー賞のオリジナル楽曲部門にも2度ノミネートされている（2007年に上述の「Love You I Do」、2012年に映画『ブルー 初めての空へ』の「Real in Rio」にて）。

## ディスコグラフィ

### ソロ・アルバム
- 『キス・オブ・ライフ』 - Kiss of Life (1988年、Qwest)
- Siedah (2003年、OmTown)

### プラッシュ
- 『プラッシュ』 - Plush (1982年、RCA)

### ブラン・ニュー・ヘヴィーズ
- 『シェルター』 - Shelter (1997年、FFRR)